# نوئس د ابرو
نوئس د ابرو (به اسپانیایی: Nuez de Ebro) یک دهستان در اسپانیا است که در استان ساراگوسا واقع شده‌است. نوئس د ابرو ۸ کیلومتر مربع مساحت و ۶۲۷ نفر جمعیت دارد.